# NGC 6243
NGC 6243 је спирална галаксија у сазвежђу Херкул која се налази на NGC листи објеката дубоког неба.
Деклинација објекта је + 23° 19' 58" а ректасцензија 16h 52m 26,3s. Привидна величина (магнитуда) објекта NGC 6243 износи 14,2 а фотографска магнитуда 15,1. NGC 6243 је још познат и под ознакама UGC 10591, MCG 4-40-4, CGCG 139-13, PGC 59161.